# 高梨沙羅
髙梨 沙羅（たかなし さら、1996年10月8日 - ）は、日本の女子スキージャンプ選手。北海道上川郡上川町出身。日本体育大学卒業。クラレ所属。
冬季オリンピック3大会（ソチ、平昌、北京）日本代表。2013年世界選手権混合団体金メダリスト、個人銀メダリスト。2018年平昌オリンピック銅メダリスト。スキージャンプ・ワールドカップで男女通じて歴代最多の63勝、男女通じて歴代最多の表彰台113回、女子歴代最多のシーズン個人総合優勝4回。2017年にはスキー界で最も権威ある賞の一つであるホルメンコーレン・メダルを受賞。

## 経歴
北海道上川郡上川町出身。実家はセブン-イレブン上川層雲峡店などを経営していた。上川幼稚園、上川町立上川小学校、上川町立上川中学校から旭川市のグレースマウンテンインターナショナルスクールに進み、2014年に日本体育大学へ飛び入学、2018年3月に卒業した。父は元ジャンプ選手の高梨寛也で、兄もジャンプ選手で2015年冬季ユニバーシアード代表、TBS記者の高梨寛大。
小学校2年生からアルペン用スキーでジャンプをやっていたが、本格的に取り組むようになったのはテレビの映像で山田いずみ、渡瀬あゆみが飛ぶ姿を見て、地元のジャンプ少年団に入ってからである。

### 2009/2010シーズン
2009年3月3日、蔵王 ( 日本) で行われたスキージャンプ・コンチネンタルカップに初出場 (19位)。2010年3月2日の蔵王大会で初の3位入賞。

### 2010/2011シーズン
ラムサウ ( オーストリア) で2月19日に行われたコンチネンタルカップで、国際スキー連盟公認大会での女子選手史上最年少優勝を記録。翌20日に行われた大会でも優勝し、2勝目をあげた。2月25日にはオスロ ( ノルウェー) で行われた世界選手権に初出場し、6位入賞。

### 2011/2012シーズン
11月29日にロヴァニエミ ( フィンランド) で行われたコンチネンタルカップで通算3勝目をあげる。スキージャンプ・ワールドカップでは、1月8日の第3戦で初の表彰台となる2位に入り。14日にインスブルックで行われたユースオリンピックで優勝した後、2月にエルズルム ( トルコ) で行われたジュニア世界選手権で個人と団体の2冠を達成 (その後個人は2014年大会まで3連覇、団体は2014年大会でも優勝)。3月3日に山形市の蔵王ジャンプ台で行われたワールドカップ第11戦では日本人女子選手として初優勝。ワールドカップシーズン個人総合で3位入賞を果たした。

### 2012/2013シーズン
ワールドカップでは、11月24日のリレハンメル大会 ( ノルウェー) でシーズン初勝利をあげたのを皮切りに全16戦中14戦を終えた時点で8勝をあげ、残り2戦を残し初の個人総合優勝を果たした。日本選手のスキージャンプワールドカップ個人総合優勝は史上初であり、16歳4か月での達成はFISワールドカップ史上最年少記録である。直後にヴァル・ディ・フィエンメ ( イタリア) で開催された世界選手権の個人ノーマルヒルではサラ・ヘンドリクソンに競り負けたものの女子スキージャンプ競技で日本人初となる銀メダルを獲得。伊藤有希、伊東大貴、竹内択とともに出場した混合団体では金メダルを獲得。

### 2013/2014シーズン
2013年にクラレと所属選手契約を締結。これにより2013/2014シーズンからクラレ所属として競技会に出場することとなる。
2013/2014シーズンのスキージャンプ・ワールドカップでは、12月7日の開幕戦から2014年1月3日の第4戦まで4連勝を達成し、サラ・ヘンドリクソンが持っていた女子ジャンプ歴代最多勝利数記録の13勝に並んだ後、1月11日の第6戦札幌大会で14勝目を上げて、歴代単独一位となった。1月18日に蔵王で行われた第8戦で104mを飛び、転倒したものの優勝し、葛西紀明に並ぶ日本人最多勝利記録の16勝目をあげると、翌日の第9戦で17勝目を上げて日本人男女通じての歴代最多勝利記録保持者となった。2月1日、ヒンツェンバッハ ( オーストリア) での第12戦でシーズン9勝目 (通算18勝) をあげ、サラ・ヘンドリクソンが2011-2012シーズンに記録した女子ジャンプシーズン最多勝記録に並び、翌2日に行われたソチオリンピック前最後のワールドカップ第13戦でシーズン10勝目 (通算19勝)をあげて記録を更新した。
上記の通り直前のワールドカップで圧倒的な強さを発揮し、金メダル候補の筆頭として臨んだソチオリンピック女子ノーマルヒル ( ロシア) だったが、1回目で100メートルを飛び、124.1点で首位のカリーナ・フォークトと2.7点差の3位につけたものの、2回目は98.5メートルにとどまり、2回目に限れば全体で9位の得点という失敗ジャンプで合計243.0点の4位に終わりメダルを逃す。スキージャンプにおいては、向かい風が有利とされ、追い風だと距離が出にくいため、この有利不利をなくすために、向かい風ならポイントを引き、追い風だと加算する「ウインドファクター」がソチ五輪から導入されていたが、髙梨は1回目がプラス3.1ポイントで、2回目がプラス1.9ポイントと、ともに不利となる追い風、かつジャンパーが恐れる飛び始めが向かい風で、後半追い風になるというパターンだったこともあり、特に2回目のジャンプでは距離が伸びなかった割に、立つのもやっとの着地になった。髙梨本人が「後ろからの風にたたかれて、落ちてしまったと思います」と振り返った追い風の影響で、もともと苦手としていた足を前後に広げるテレマーク姿勢を入れられず、両足をそろえてしゃがみ込むように着地したため、減点が大きくなり飛型点が伸びず、金メダルのフォークトが106点、銀メダルのダニエラ・イラシュコ＝シュトルツが103点、銅メダルを獲得したコリン・マテルが111点をそれぞれ出したのに対し、髙梨は1回目51点、2回目50点の計101点に終わった。各選手との総合点差は4.4、3.2、2.2であったため、イラシュコは別にして、フォークト、マテルには飛型点の差がなければ負けていなかったことになるが、上位3名の選手と違い、2本ともに追い風を受けたことでテレマークを入れられず、ウインドファクターではカバーしきれないマイナスの影響を被った。試合後のインタビューでは「1本目も2本目も自分が納得いくジャンプが出来なかったのですごく残念」「本当に実力があれば関係はないと思うので、実力が足りなかったのだと思います」とコメントした。
3月1日、ルシュノヴ ( ルーマニア) でのワールドカップ第14戦でシーズン11勝目 (通算20勝) をあげ、2シーズン連続の総合優勝が決定。日本人のFISワールドカップ連覇はノルディック複合・ワールドカップで1992-93シーズンから1994-95シーズンにかけて3連覇した荻原健司に次いで2人目。その後も3月22日の最終戦・プラニツァ大会 ( スロベニア) まで勝ち続け、史上初の7連勝とシーズン全戦での表彰台獲得を達成。最終的にW杯ポイントを1720ポイント獲得し、2位のカリーナ・フォークトには914ポイント差をつけた。女子ジャンプ通算勝利数記録は24勝に、シーズン勝利数記録も15勝まで更新 (男子記録はグレゴア・シュリーレンツァウアーの13勝) してシーズンを終えた。
2014年3月、日本体育大学の飛び入学入試に合格。ただ競技と学業の両立問題を懸念し、一時は入学を保留する。しかしその後の大学側との話し合いにより、同年5月に一転して入学の意向を表明し、通常の1か月遅れで大学に進学することになった。

### 2014/2015シーズン
ワールドカップ開幕戦では3位、国内開幕戦の吉田杯ジャンプ大会でも2位に終わっていたが、年明けの雪印メグミルク杯全日本ジャンプ大会で優勝、ワールドカップ第2戦、第3戦 (札幌) で連勝した。第5戦 (蔵王) では天候不良で1本目のみで終了した影響もあり7位に終わり2013年2月3日以来約2年ぶりにワールドカップ表彰台を逃した。その後も10位以内はキープしたが表彰台圏外の試合もあったため、総合3位に順位を下げた。2月8日、ルシュノヴでの第10戦は1本目でトップに立った後に2本目が悪天候で中止になり、7戦ぶりの優勝を達成するとその後3連勝を記録し、総合2位に再浮上。
2月20日、ファールン ( スウェーデン) で開催された世界選手権個人ノーマルヒルは1本目8位の出遅れが響いて4位となり、表彰台はならなかったが、混合団体では女子でトップの得点を記録して銅メダル獲得に貢献した。3月13日、オスロで開催されたW杯最終戦で優勝し、通算30勝目をあげた。シーズン総合は973ポイントで1位のダニエラ・イラシュコ＝シュトルツに34ポイント及ばなかったが、総合2位入賞。

### 2015/2016シーズン
サマージャンプのグランプリは5戦5勝で4度目の総合優勝を飾った。
12月4日、ワールドカップはリレハンメルでの開幕戦で2本とも最高得点を記録し、通算31勝目をあげるスタート。12月12日、ニジニ・タギル ( ロシア) での第2戦も1本目はトップに立ったものの、2本目は最長不倒を記録したダニエラ・イラシュコ＝シュトルツに逆転され2位となる。翌日の第3戦でシーズン2勝目をあげると、2016年に入り行われた札幌・蔵王での日本国内4連戦に全勝し、自身4度目のシーズン5連勝を記録。1月16日の札幌大会では2本とも他選手より2段低いゲートから飛んだものの、2本ともトップの飛距離を記録して2位に24.3点差をつける圧勝。翌17日も26.4点の大差をつけた。この連勝で札幌開催でのW杯は2013-14シーズンから6連勝となった。
1月30日・1月31日のオーベルストドルフ ( ドイツ) も連勝し、2シーズン前に記録した自己最長の7連勝に並んだあと、2月4日の第10戦オスロ (ラージヒル) で自己記録を更新する8連勝を記録。2月6日、ヒンツェンバッハでの第11戦は2本ともただ一人90m超を記録する圧勝で連勝を9に伸ばしてシーズン10勝目を上げるとともに、通算勝利数も40勝に到達。翌日の第12戦では1回目にジャンプ台記録を更新する98mを記録して連勝を10に伸ばした。
2月13日、第13戦リュブノ大会 ( スロベニア) では2本とも優勝した地元のマヤ・ヴティッチを上回る飛距離を記録したが、飛形点の差で2位に止まり、連勝記録は10でストップ。翌14日の第14戦では1回目首位に立ったものの、2回目で4位に順位を落とし、今シーズン初めて表彰台を逃した (W杯で表彰台を逃したのは8位だった昨年2月1日のヒンツェンバッハ大会以来19試合ぶり)。
2月19日、ラハティ ( フィンランド) での第15戦でシーズン12勝目を挙げ、2シーズンぶり3回目の総合優勝が決定した。FIS W杯での3度目の総合優勝はノルディック複合の荻原健司に並ぶ日本人最多記録。その後第16, 17戦も優勝。第18, 19戦が雪不足のため中止となったため今シーズンは17戦14勝の成績、通算勝利数は44勝でシーズンを終えた。

### 2016/2017シーズン
サマージャンプのグランプリは3戦3勝で5回目の総合優勝を飾った。
W杯は12月2日にリレハンメルでの開幕戦で95m、99.5m (最長不倒) の記録で通算45勝目をあげるスタートを切った。2戦目も連勝、第3戦のニジニ・タギル ではマーレン・ルンビに敗れ3位となったものの続く第4戦とラージヒルで行われたオーベルストドルフの第5, 第6戦を連勝し通算50勝に王手をかけたが、第7,8戦の札幌、第9,10戦の蔵王の日本ラウンドでは優勝できなかった。第11戦のルシュノヴでもルンビに敗れ2位となったが、続く第12戦で6戦ぶりに優勝しワールドカップ通算50勝を達成した。ヒンツェンバッハでの第13, 14戦でも安定した飛躍で勝利し、3連勝して、この時点で歴代最多勝利数53にあと「1」となった。第17戦 (リュブノでの第15戦、第16戦は出場せず) の平昌五輪テスト大会の平昌大会 ( 韓国) では、1回目トップに立つが2回目は飛距離が伸びず、伊藤有希に逆転され2位となるが、自身4回目の総合優勝は決定した。続く第18戦の平昌大会は、1回目の2位から逆転で優勝し、歴代最多勝利53に並んだ。
ラハティで開催された世界選手権個人ノーマルヒルでは3大会ぶりのメダルとなる銅メダルを獲得した。混合団体でも2大会連続で銅メダルを獲得した。

### 2017/2018シーズン
サマージャンプのグランプリは6戦5勝で6回目の総合優勝を飾った。
12月1日にリレハンメルで行われたW杯開幕戦、2日の第2戦とも4位。3日の第3戦で3位となりシーズン初表彰台を獲得。このシーズンはノルウェーのマーレン・ルンビ、ドイツのカタリナ・アルトハウスの台頭により優勝から遠ざかり、平昌オリンピック開幕時までの最高成績は1月14日札幌大会での2位だった。
W杯総合ランク3位で迎えた2月12日の平昌オリンピックでは、1回目、2回目とも103.5mでこの種目で日本勢初となる銅メダルを獲得した。
3月24日に行われたW杯個人第14戦のオーベルストドルフ大会で、男女通じての歴代最多54勝目を達成し、翌日の個人第15戦も制し通算55勝目を挙げた。
シーズン個人総合では3連覇を逃したが、総合3位となり、7シーズン連続でベスト3入りを達成した。
2018年3月、日体大を卒業。大学から理事長賞を授与された。
日本体育大学卒業後春ごろから、スポーツ医学研究で実績のある弘前大学大学院の社会医学講座に研究生として在籍する。

### 2018/2019シーズン
サマージャンプグランプリは5戦4勝 (第6戦は中止) で7連覇を達成。
11月30日のリレハンメルでのW杯開幕戦は3位。翌日、同地での第2戦は、前日と同じスーツを着用していたにもかかわらず、規定違反で失格と判定された。2月10日のリュブノでのW杯第15戦で、W杯6連勝中だったルンビを抑えて今シーズン初勝利をあげた (通算56勝目)。シーズン個人総合は、昨年総合トップ2のルンビ、アルトハウスに加え、4勝を挙げ好調だったユリアーネ・ザイファルトに後塵を拝し、4位だった。
ゼーフェルト ( オーストリア) で開催された世界選手権は、女子団体、個人ノーマルヒルは共に6位、混合団体は5位で4大会ぶりにメダルを獲得することができなかった。

### 2019/2020シーズン
W杯第2戦リレハンメルで3位となった。日本開催の5戦中、1月17日の蔵王大会で2位に入り、これが通算99回目の表彰台となった。1月18日以降は5度4位となるなど100回目の表彰台へは足踏みが続いたが、3月9日のリレハンメル大会でルンビを破って優勝 (通算57勝目) を達成し、W杯表彰台獲得回数が通算100回となった。表彰台100回は女子では史上初、男子を含めてもヤンネ・アホネン (通算108回) に次いで2人目である。3月12日以降の大会はコロナウイルス感染症の流行により中止となった。個人総合は2年連続で4位。

### 2020/2021シーズン
10月1日に2年前から研究生として在籍していた弘前大学大学院医学研究科に入学し、大学院生として社会医学講座に在籍する。
同月、全日本選手権女子ノーマルヒルで4連覇を達成。山田いずみと並んでいた通算優勝回数は単独最多の6回となった。
12月18日のラムサウでのW杯開幕戦で3位に入った。2月6日の第6戦ヒンツェンバッハ大会にてシーズン初優勝を達成し、W杯創設シーズンからの連続優勝記録を女子でただ1人10シーズン連続に伸ばした。翌日の第7戦で3シーズンぶりの2連勝を達成した。2月19日のルシュノヴ大会でも優勝し、通算60勝目を挙げた。
オーベルストドルフで開催された世界選手権はノーマルヒルで1本目3位を守り銅メダルを獲得。今大会から採用されたラージヒルでは1本目4位から、2本目で134mを飛んで銀メダルを獲得した。女子団体は4位、混合団体は5位だった。
世界選手権後にニジニ・タギルとチャイコフスキーで行われるロシア・ツアー・ブルーバードで3度表彰台に登り、表彰台登壇回数が109回となり、ヤンネ・アホネンを抜いて男女通じて最多ワールドカップ表彰台登壇を達成した。この結果ロシア・ツアー・ブルーバードで総合2位となった。またワールドカップ総合ランキングでは、高梨とニカ・クリジュナル、マリタ・クラマーが11ポイント差以内で競うの接戦の末2位となった。

### 2021/2022シーズン
全日本選手権のノーマルヒルで史上最多の5大会連続7度の優勝を達成。初めて開催されたラージヒルでも優勝し、2冠を達成した。
ワールドカップでは第8戦まですべて1桁順位ながら表彰台がなかったが、第9戦の、このシーズンからリュブノ ( スロベニア) で年末年始に開催されるシルベスター・トーナメント第2戦でシーズン初優勝となる11シーズン連続61勝目を挙げた。またシルベスター・トーナメントでも総合3位となった。
北京冬季オリンピックの個人戦では、1回目は98.5mで108.7点、2回目は100.0mで115.4点、合計224.1点により4位。佐藤幸椰、伊藤有希、小林陵侑とともに出場した混合団体では、1回目は103.0m飛んで124.5点で暫定首位となったものの、スーツの規定違反により失格となった。2回目は98.5m飛んで118.9点で日本チームは合計836.3点により4位となった。
オリンピック後は3月2日のRaw Air第1戦リレハンメル大会 ( ノルウェー) から復帰し、1本目で130m、2本目で132m飛んで、今シーズン2勝目、通算62勝目を挙げた。さらにオスロ ( ノルウェー) でのRaw Air第3戦で3位、第4戦では1本目で最長不倒の130m、2本目で128m飛び、シーズン3勝目、通算63勝目を挙げた。そしてRaw Airでは総合2位となった。

## 人物
- 実家は事業家で上川町の層雲峡温泉にあるセブン-イレブン上川層雲峡店のオーナーだった（人手不足のため2023年7月24日閉店[3][53]）[54]。以前は焼肉店なども経営していた。
- 高梨が誕生して両親が名前を考えている時に、実兄がふと「さらちゃん」という言葉を口に出したため、両親がその響きを気に入り、漢字を当てて「沙羅」と命名したという[55]。
- 小・中学校と板谷敏枝バレエ研究所上川教室でバレエを習い、2008年には旭川市民文化会館で創作舞踊『ダフネ』のキューピット役を演じている[56]。
- 高校進学先にインターナショナルスクールを選んだのは、『海外へ遠征した時に英語が喋れると精神的に余裕ができる』からだと語っている[57]。入学わずか4か月後の2012年8月に高等学校卒業程度認定試験に合格した[58]。早く競技に集中できる体制を整えたかったため1日11時間の勉強をして合格した。この時期の合格は同スクールでは初めてのことである[59]。
- 女子ジャンプ黎明期より活躍し、歴史を作ってきた先輩女子ジャンパーへの強い尊敬の念を抱いている。それはインタビューなどでも度々口にする感謝の言葉にも表れている。山田いずみとは自身が小学3年生のときに訪ねて以降交流が続いており、最も信頼できる存在である。2013年7月には髙梨の依頼により山田が個人コーチに就任し、2019-20シーズン後に退任するまで指導を受けた[60][61]。
- 20歳前後の頃から本格的な化粧をして競技に臨むようになり話題となった[62][63]。周囲に身だしなみを気をつけるよう言われたことがきっかけで化粧を始めたが、練習していくうちに興味を持ちハマったとのこと[62][63]。また資生堂がスポンサーになったことで日焼け対策を行うとともに、美容の相談もするようになった[63]。競技の上でも化粧をすることで「スイッチが入る」と効果があることを語っている[63]。メイクはものまねタレントのざわちんのそれを参考にしている[64]。
- 髙梨のビジュアルは日本はもちろん韓国でも注目されており「美女鳥（ミニョセ）」と呼ばれている[64]。
- 好きな有名人として「アスリートとして尊敬できる」ためイモトアヤコを挙げている[62]。
- 愛車はメルセデス・ベンツG63AMG[65]。
- 日体大卒業後は弘前大学大学院 医学研究科に進学している（指導教員は中路重之 特任教授）[66]。

## 記録
以下の記録は2022年3月6日時点のものである。
- ワールドカップ総合優勝4回

男子のヤンネ・アホネン、アダム・マリシュと並んで最多
- ワールドカップ通算63勝

男女通じて最多
男子最多はグレゴア・シュリーレンツァウアーの53勝
- ワールドカップ10連勝

男女通じて最多
男子最多は小林陵侑など5人の6連勝
- シーズン15勝 (2013-14シーズン)

男女通じて男子のペテル・プレヴツ (2015-16シーズン) と並んで最多
- ワールドカップ表彰台通算113回

男女通じて最多
男子最多はヤンネ・アホネンの108回
- シーズン表彰台18回かつ全戦表彰台登壇 (2013-14シーズン)

シーズン表彰台はマーレン・ルンビの19回 (2018-19シーズン)に次ぐ歴代2位
男子のシーズン最多表彰台はペテル・プレヴツの22回 (2015-16シーズン)
全戦表彰台登壇は他にマーレン・ルンビ (2017-18シーズン)のみ
- 最年少優勝15歳146日

2012年3月3日 蔵王大会
男女通じて最年少
男子の最年少優勝はスティーブ・コリンズの15歳362日
- 11シーズン連続ワールドカップの大会で優勝

## 主な競技成績

### 冬季オリンピック
- 2014年ソチ五輪 ( ロシア)
  - 個人ノーマルヒル - 4位

- 2018年平昌五輪 ( 韓国)
  - 個人ノーマルヒル - 3位

- 2022年北京五輪（ 中国）
  - 個人ノーマルヒル - 4位
  - 混合団体ノーマルヒル - 4位（高梨沙羅、佐藤幸椰、伊藤有希、小林陵侑）

### ノルディックスキー世界選手権
- 2011年オスロ大会 ( ノルウェー)
  - 個人ノーマルヒル - 6位
- 2013年ヴァル・ディ・フィエンメ大会 ( イタリア)
  - 個人ノーマルヒル - 2位
  - 混合ノーマルヒル団体 - 優勝 (伊藤有希、竹内択、髙梨沙羅、伊東大貴)
- 2015年ファールン大会 ( スウェーデン)
  - 個人ノーマルヒル - 4位
  - 混合ノーマルヒル団体 - 3位 (髙梨沙羅、葛西紀明、伊藤有希、竹内択)
- 2017年ラハティ大会 ( フィンランド)
  - 個人ノーマルヒル - 3位
  - 混合ノーマルヒル団体 - 3位 (髙梨沙羅、竹内択、伊藤有希、伊東大貴)
- 2019年ゼーフェルト大会 ( オーストリア)
  - 個人ノーマルヒル - 6位
  - 女子ノーマルヒル団体 - 6位 (伊藤有希、岩渕香里、丸山希、高梨沙羅)
  - 混合ノーマルヒル団体 - 5位 (伊藤有希、佐藤幸椰、高梨沙羅、小林陵侑)
- 2021年オーベルストドルフ大会 ( ドイツ)
  - 個人ノーマルヒル - 3位
  - 女子ノーマルヒル団体 - 4位 (伊藤有希、勢藤優花、丸山希、高梨沙羅)
  - 混合ノーマルヒル団体 - 5位 (伊藤有希、佐藤幸椰、高梨沙羅、小林陵侑)
  - 個人ラージヒル - 2位

### FISスキージャンプ・ワールドカップ
- ワールドカップ通算63勝  ※2022年3月6日時点
- 初出場:2011年12月3日 リレハンメル大会 - 5位
- 初勝利:2012年3月3日 蔵王大会 (史上最年少記録:15歳4か月)
- 混合団体1勝 (2位1回)
- 女子団体2勝
- シルベスター・トーナメント2021-22シーズン総合3位

#### 総合成績
| 個人総合成績 | 個人総合成績 | 個人総合成績 | 個人総合成績 | 個人総合成績 | 個人総合成績                              |
| シーズン     | 総合         | 優勝         | 準優勝       | 3位          | 備考                                      |
| ------------ | ------------ | ------------ | ------------ | ------------ | ----------------------------------------- |
| 2011/12      | 3位          | 1回          | 6回          | 0回          |                                           |
| 2012/13      | 優勝(1)      | 8回          | 4回          | 1回          | FIS W杯史上最年少、日本人初優勝           |
| 2013/14      | 優勝(2)      | 15回         | 2回          | 1回          | FIS W杯史上シーズン最多勝利数、全戦表彰台 |
| 2014/15      | 2位          | 6回          | 1回          | 3回          |                                           |
| 2015/16      | 優勝(3)      | 14回         | 2回          | 0回          |                                           |
| 2016/17      | 優勝(4)      | 9回          | 5回          | 1回          |                                           |
| 2017/18      | 3位          | 2回          | 1回          | 5回          | 男女通じての歴代最多54勝達成              |
| 2018/19      | 4位          | 1回          | 4回          | 5回          |                                           |
| 2019/20      | 4位          | 1回          | 1回          | 1回          | 表彰台登壇回数が通算100回に到達           |
| 2020/21      | 2位          | 3回          | 4回          | 2回          | 表彰台登壇回数歴代最多の109回達成         |
| 2021/22      | 5位          | 3回          | 0回          | 1回          |                                           |
| 2022/23      | 10位         | 0回          | 0回          | 2回          |                                           |
| 2023/24      | 9位          | 0回          | 1回          | 0回          |                                           |
| 合計         | ----         | 63回         | 31回         | 22回         |                                           |

#### 表彰台
| 個人表彰台 | 個人表彰台 | 個人表彰台                   | 個人表彰台 | 個人表彰台 | 個人表彰台                                    |
| シーズン   | 開催日     | 開催地                       | HS         | 成績       | 備考                                          |
| ---------- | ---------- | ---------------------------- | ---------- | ---------- | --------------------------------------------- |
| 2011/12    | 1月8日     | ヒンターツァルテン           | 108        | 準優勝     | 日本人女子初表彰台                            |
| 2011/12    | 2月11日    | リュブノ                     | 95         | 準優勝     |                                               |
| 2011/12    | 2月12日    | リュブノ                     | 95         | 準優勝     |                                               |
| 2011/12    | 3月3日     | 蔵王                         | 100        | 準優勝     |                                               |
| 2011/12    | 3月3日     | 蔵王                         | 100        | 優勝(1)    | 日本人女子初優勝                              |
| 2011/12    | 3月4日     | 蔵王                         | 100        | 準優勝     |                                               |
| 2011/12    | 3月9日     | オスロ                       | 106        | 準優勝     | ホルメンコーレン大会                          |
| 2012/13    | 11月24日   | リレハンメル                 | 100        | 優勝(2)    |                                               |
| 2012/13    | 12月8日    | ソチ                         | 106        | 準優勝     |                                               |
| 2012/13    | 12月9日    | ソチ                         | 106        | 3位        |                                               |
| 2012/13    | 12月14日   | ラムサウ                     | 98         | 優勝(3)    |                                               |
| 2012/13    | 1月5日     | ショーナッハ                 | 106        | 優勝(4)    |                                               |
| 2012/13    | 1月12日    | ヒンターツァルテン           | 108        | 準優勝     |                                               |
| 2012/13    | 1月13日    | ヒンターツァルテン           | 108        | 優勝(5)    |                                               |
| 2012/13    | 2月9日     | 蔵王                         | 100        | 優勝(6)    |                                               |
| 2012/13    | 2月10日    | 蔵王                         | 100        | 優勝(7)    |                                               |
| 2012/13    | 2月16日    | リュブノ                     | 95         | 優勝(8)    |                                               |
| 2012/13    | 2月17日    | リュブノ                     | 95         | 優勝(9)    | 総合初優勝が決定                              |
| 2012/13    | 3月15日    | トロンハイム                 | 105        | 準優勝     |                                               |
| 2012/13    | 3月17日    | オスロ                       | 134        | 準優勝     | ホルメンコーレン大会                          |
| 2013/14    | 12月7日    | リレハンメル                 | 100        | 優勝(10)   |                                               |
| 2013/14    | 12月21日   | ヒンターツァルテン           | 108        | 優勝(11)   |                                               |
| 2013/14    | 12月22日   | ヒンターツァルテン           | 108        | 優勝(12)   |                                               |
| 2013/14    | 1月3日     | チャイコフスキー             | 106        | 優勝(13)   |                                               |
| 2013/14    | 1月4日     | チャイコフスキー             | 106        | 3位        |                                               |
| 2013/14    | 1月11日    | 札幌                         | 100        | 優勝(14)   | 女子勝利数単独1位となる                       |
| 2013/14    | 1月12日    | 札幌                         | 100        | 優勝(15)   |                                               |
| 2013/14    | 1月18日    | 蔵王                         | 100        | 優勝(16)   |                                               |
| 2013/14    | 1月19日    | 蔵王                         | 100        | 優勝(17)   | 日本人勝利数単独1位となる                     |
| 2013/14    | 1月25日    | プラニツァ                   | 104        | 準優勝     |                                               |
| 2013/14    | 1月25日    | プラニツァ                   | 104        | 準優勝     |                                               |
| 2013/14    | 2月1日     | ヒンツェンバッハ             | 94         | 優勝(18)   |                                               |
| 2013/14    | 2月2日     | ヒンツェンバッハ             | 94         | 優勝(19)   | 女子ジャンプシーズン勝利数記録更新            |
| 2013/14    | 3月1日     | ルシュノヴ                   | 100        | 優勝(20)   | 2回目の総合優勝が決定                         |
| 2013/14    | 3月2日     | ルシュノヴ                   | 100        | 優勝(21)   |                                               |
| 2013/14    | 3月8日     | オスロ                       | 134        | 優勝(22)   | ホルメンコーレン大会                          |
| 2013/14    | 3月15日    | ファルン                     | 100        | 優勝(23)   |                                               |
| 2013/14    | 3月22日    | プラニツァ                   | 139        | 優勝(24)   | 史上初7連勝 1シーズン最多勝利数記録15勝目     |
| 2014/15    | 12月5日    | リレハンメル                 | 100        | 3位        |                                               |
| 2014/15    | 1月11日    | 札幌                         | 100        | 優勝(25)   |                                               |
| 2014/15    | 1月12日    | 札幌                         | 100        | 優勝(26)   |                                               |
| 2014/15    | 1月24日    | オーベルストドルフ           | 106        | 3位        |                                               |
| 2014/15    | 1月31日    | ヒンツェンバッハ             | 94         | 3位        |                                               |
| 2014/15    | 2月7日     | ルシュノヴ                   | 100        | 準優勝     |                                               |
| 2014/15    | 2月8日     | ルシュノヴ                   | 100        | 優勝(27)   |                                               |
| 2014/15    | 2月14日    | リュブノ                     | 95         | 優勝(28)   |                                               |
| 2014/15    | 2月15日    | リュブノ                     | 95         | 優勝(29)   |                                               |
| 2014/15    | 3月13日    | オスロ                       | 134        | 優勝(30)   | ホルメンコーレン大会                          |
| 2015/16    | 12月4日    | リレハンメル                 | 100        | 優勝(31)   |                                               |
| 2015/16    | 12月12日   | ニジニ・タギル               | 97         | 準優勝     |                                               |
| 2015/16    | 12月13日   | ニジニ・タギル               | 97         | 優勝(32)   |                                               |
| 2015/16    | 1月16日    | 札幌                         | 100        | 優勝(33)   |                                               |
| 2015/16    | 1月17日    | 札幌                         | 100        | 優勝(34)   |                                               |
| 2015/16    | 1月22日    | 蔵王                         | 106        | 優勝(35)   |                                               |
| 2015/16    | 1月23日    | 蔵王                         | 106        | 優勝(36)   |                                               |
| 2015/16    | 1月30日    | オーベルストドルフ           | 106        | 優勝(37)   |                                               |
| 2015/16    | 1月31日    | オーベルストドルフ           | 106        | 優勝(38)   |                                               |
| 2015/16    | 2月4日     | オスロ                       | 134        | 優勝(39)   | 史上初8連勝 ホルメンコーレン大会              |
| 2015/16    | 2月6日     | ヒンツェンバッハ             | 94         | 優勝(40)   | 史上初9連勝                                   |
| 2015/16    | 2月7日     | ヒンツェンバッハ             | 94         | 優勝(41)   | 史上初10連勝                                  |
| 2015/16    | 2月13日    | リュブノ                     | 95         | 準優勝     |                                               |
| 2015/16    | 2月19日    | ラハティ                     | 100        | 優勝(42)   | 3回目の総合優勝が決定                         |
| 2015/16    | 2月27日    | アルマトイ                   | 106        | 優勝(43)   |                                               |
| 2015/16    | 2月28日    | アルマトイ                   | 106        | 優勝(44)   |                                               |
| 2016/17    | 12月2日    | リレハンメル                 | 100        | 優勝(45)   |                                               |
| 2016/17    | 12月3日    | リレハンメル                 | 100        | 優勝(46)   |                                               |
| 2016/17    | 12月10日   | ニジニ・タギル               | 100        | 3位        |                                               |
| 2016/17    | 12月11日   | ニジニ・タギル               | 100        | 優勝(47)   |                                               |
| 2016/17    | 1月7日     | オーベルストドルフ           | 137        | 優勝(48)   |                                               |
| 2016/17    | 1月8日     | オーベルストドルフ           | 137        | 優勝(49)   |                                               |
| 2016/17    | 1月14日    | 札幌                         | 100        | 準優勝     |                                               |
| 2016/17    | 1月21日    | 蔵王                         | 103        | 準優勝     |                                               |
| 2016/17    | 1月28日    | ルシュノヴ                   | 100        | 準優勝     |                                               |
| 2016/17    | 1月29日    | ルシュノヴ                   | 100        | 優勝(50)   | ワールドカップ通算50勝達成                    |
| 2016/17    | 2月4日     | ヒンツェンバッハ             | 94         | 優勝(51)   |                                               |
| 2016/17    | 2月5日     | ヒンツェンバッハ             | 94         | 優勝(52)   |                                               |
| 2016/17    | 2月15日    | 平昌                         | 109        | 準優勝     | 4回目の総合優勝が決定                         |
| 2016/17    | 2月16日    | 平昌                         | 109        | 優勝(53)   | ワールドカップ歴代最多勝利タイ                |
| 2016/17    | 3月12日    | オスロ                       | 134        | 準優勝     | ホルメンコーレン大会                          |
| 2017/18    | 12月3日    | リレハンメル                 | 138        | 3位        |                                               |
| 2017/18    | 12月17日   | ヒンターツァルテン           | 108        | 3位        |                                               |
| 2017/18    | 1月13日    | 札幌                         | 100        | 3位        |                                               |
| 2017/18    | 1月14日    | 札幌                         | 100        | 準優勝     |                                               |
| 2017/18    | 1月21日    | 蔵王                         | 102        | 3位        |                                               |
| 2017/18    | 1月27日    | リュブノ                     | 94         | 3位        |                                               |
| 2017/18    | 3月24日    | オーベルストドルフ           | 106        | 優勝(54)   | 男女通じての歴代最多優勝                      |
| 2017/18    | 3月25日    | オーベルストドルフ           | 106        | 優勝(55)   |                                               |
| 2018/19    | 11月30日   | リレハンメル                 | 98         | 3位        |                                               |
| 2018/19    | 12月15日   | プレマノン                   | 90         | 準優勝     |                                               |
| 2018/19    | 12月16日   | プレマノン                   | 90         | 3位        |                                               |
| 2018/19    | 1月18日    | 蔵王                         | 102        | 準優勝     |                                               |
| 2018/19    | 1月26日    | ルシュノヴ                   | 97         | 3位        |                                               |
| 2018/19    | 2月3日     | ヒンツェンバッハ             | 90         | 準優勝     |                                               |
| 2018/19    | 2月8日     | リュブノ                     | 94         | 準優勝     |                                               |
| 2018/19    | 2月10日    | リュブノ                     | 94         | 優勝(56)   |                                               |
| 2018/19    | 2月17日    | オーベルストドルフ           | 137        | 3位        |                                               |
| 2018/19    | 3月23日    | チャイコフスキー             | 102        | 3位        |                                               |
| 2019/20    | 12月8日    | リレハンメル                 | 140        | 3位        |                                               |
| 2019/20    | 1月17日    | 蔵王                         | 102        | 準優勝     |                                               |
| 2019/20    | 3月9日     | リレハンメル                 | 140        | 優勝(57)   | 表彰台登壇回数が通算100回に到達 Raw Air       |
| 2020/21    | 12月18日   | ラムサウ                     | 98         | 3位        |                                               |
| 2020/21    | 1月31日    | ティティゼー＝ノイシュタット | 142        | 準優勝     |                                               |
| 2020/21    | 2月6日     | ヒンツェンバッハ             | 90         | 優勝(58)   | W杯創設から唯一の10シーズン連続勝利を達成     |
| 2020/21    | 2月7日     | ヒンツェンバッハ             | 90         | 優勝(59)   |                                               |
| 2020/21    | 2月18日    | ルシュノヴ                   | 97         | 準優勝     |                                               |
| 2020/21    | 2月19日    | ルシュノヴ                   | 97         | 優勝(60)   |                                               |
| 2020/21    | 3月20日    | ニジニ・タギル               | 97         | 準優勝     |                                               |
| 2020/21    | 3月21日    | ニジニ・タギル               | 97         | 3位        |                                               |
| 2020/21    | 3月23日    | チャイコフスキー             | 102        | 準優勝     | 男女通じて表彰台登壇回数最多に                |
| 2021/22    | 1月1日     | リュブノ                     | 94         | 優勝(61)   | 11シーズン連続優勝 シルベスター・トーナメント |
| 2021/22    | 3月2日     | リレハンメル                 | 140        | 優勝(62)   | Raw Air                                       |
| 2021/22    | 3月5日     | オスロ                       | 134        | 3位        | Raw Air                                       |
| 2021/22    | 3月6日     | オスロ                       | 134        | 優勝(63)   | Raw Air                                       |
| 2022/23    | 2月4日     | ヴィリンゲン                 | 147        | 3位        |                                               |
| 2022/23    | 2月5日     | ヴィリンゲン                 | 147        | 3位        |                                               |
| 2023/24    | 2月3日     | ヴィリンゲン                 | 147        | 準優勝     |                                               |

| 混合団体 | 混合団体 | 混合団体     | 混合団体 | 混合団体 | 混合団体                          |
| シーズン | 開催日   | 開催地       | HS       | 成績     | メンバー                          |
| -------- | -------- | ------------ | -------- | -------- | --------------------------------- |
| 2012/13  | 11月23日 | リレハンメル | 100      | 準優勝   | 伊藤有希 渡瀬雄太 髙梨沙羅 竹内択 |
| 2013/14  | 12月6日  | リレハンメル | 100      | 優勝     | 伊藤有希 伊東大貴 髙梨沙羅 竹内択 |

| 女子団体 | 女子団体 | 女子団体           | 女子団体 | 女子団体 | 女子団体                            |
| シーズン | 開催日   | 開催地             | HS       | 成績     | メンバー                            |
| -------- | -------- | ------------------ | -------- | -------- | ----------------------------------- |
| 2017/18  | 12月16日 | ヒンターツァルテン | 108      | 優勝(1)  | 伊藤有希 岩渕香里 勢藤優花 髙梨沙羅 |
| 2017/18  | 1月20日  | 蔵王               | 102      | 優勝(2)  | 岩渕香里 勢藤優花 伊藤有希 髙梨沙羅 |
| 2018/19  | 1月19日  | 蔵王               | 102      | 3位      | 伊藤有希 勢藤優花 岩渕香里 髙梨沙羅 |
| 2019/20  | 1月18日  | 蔵王               | 102      | 3位      | 伊藤有希 丸山希 髙梨沙羅 勢藤優花   |

#### ステージイベント総合3位以内
| シーズン | 大会                       | 成績   | 得点   |
| -------- | -------------------------- | ------ | ------ |
| 2017/18  | リレハンメル・トリプル     | 3位    | 776.0  |
| 2020/21  | ロシアツアー・ブルーバード | 準優勝 | 798.3  |
| 2021/22  | シルベスター・トーナメント | 3位    | 513.0  |
| 2021/22  | Raw Air                    | 準優勝 | 1553.1 |

### その他の国際大会
スキージャンプ・コンチネンタルカップ
- 2010-11 2勝 (2011年2月19日・20日、 オーストリア・ラムサウ)
- 2011-12 1勝 (2011年11月29日、 フィンランド・ロヴァニエミ)
- 2014-15 2勝 (2014年9月27日・28日、 ノルウェー・トロンハイム)
- 2015-16 1勝 (2015年8月29日、 ドイツ・オーバーヴィーゼンタール)
- 2019-20 1勝 (2019年9月14日、 ノルウェー・リレハンメル)
- 2021-22 2勝 (2022年1月22日・23日、 オーストリア・インスブルック)

ノルディックスキージュニア世界選手権
ジュニア世界選手権メダリスト一覧も参照。
- 2010年 ドイツ・ヒンターツァルテン大会
  - 個人HS106 7位
- 2011年 エストニア・オテパー大会
  - 個人HS100 6位
- 2012年 トルコ・エルズルム大会
  - 個人HS109 優勝
  - 団体HS109  優勝 (髙梨沙羅、伊藤有希、山田優梨菜、岩渕香里)
- 2013年 チェコ・リベレツ大会
  - 個人HS100  優勝
  - 団体HS100 5位
- 2014年 イタリア・ヴァル・ディ・フィエンメ大会
  - 個人HS106  優勝 (男女通じて初の3連覇)
  - 団体HS106  優勝（髙梨沙羅、伊藤有希、山田優梨菜、岩佐明香)

ユースオリンピック
- 2012年 オーストリア・インスブルックユースオリンピック - 個人HS75 優勝[注 1]

FISサマーグランプリ
- 2012年総合優勝 (2勝)
- 2013年総合優勝 (4勝)
- 2014年総合優勝 (2勝)
- 2015年総合優勝 (5勝)
- 2016年総合優勝 (3勝)
- 2017年総合優勝 (3勝)
- 2018年総合優勝 (4勝)
- 2019年総合優勝 (2勝)
- 2021年総合2位 (1勝)

その他
- ロシア選手権 (ソチ HS106) 2013年10月13日 - 優勝[67]

### 国内大会
- 全日本スキー選手権大会ノルディックスキー・スペシャルジャンプ ノーマルヒル優勝 (2012年、2015年、2017年、2018年、2019年、2020年、2021年)
- 全日本スキー選手権大会ノルディックスキー・スペシャルジャンプ ラージヒル優勝 (2021年)
- NBS杯スペシャルジャンプ大会:女子の部 優勝 (2016年)
- NHK杯ジャンプ大会:女子の部 優勝 (2012年、2015年、2016年、2019年、2020年、2021年)
- STVカップレディース 優勝 (2010年)
- 雪印メグミルク杯全日本ジャンプ大会:女子の部 優勝 (2011年、2015年、2016年)
- HBCカップジャンプ競技会:女子の部 優勝 (2011年[注 2][68]、2016年)
- TVh杯ジャンプ大会:女子の部 優勝 (2015年)

サマージャンプ大会
- 伊藤杯サマーファイナル大倉山ジャンプ大会女子の部 優勝 (2009年、2010年、2012年、2014年、2015年、2017年)
- 札幌市長杯宮の森サマージャンプ大会女子の部 優勝 (2010年、2012年、2014年、2015年、2020年)
- 札幌市長杯大倉山サマージャンプ大会:女子の部 優勝 (2010年、2013年、2014年、2016年、2017年、2018年)
- 鹿角サマージャンプ・コンバインド大会:スペシャルジャンプ女子の部 優勝 (2010年 - 2015年 6連覇)
- 妙高サマージャンプ大会 優勝 (2013年、2014年)

## CM
- 森永製菓「ウイダーinゼリー」(2013年7月 - 、浅田真央と共演)[69]
- クラレ企業CM「高梨沙羅登場篇」(CMソングは新山詩織)
- エイブル (2015年1月 - 、中居正広と共演)[70]
- 東海漬物
  - 「きゅうりのキューちゃん」(2015年2月 - )[71][72]
  - 「こくうまキムチ」(2015年7月 - )[73]
- セブン-イレブン (2016年1月 - )[74]

## テレビ番組
- 『NHKスペシャル』「金メダルへの挑戦」第2回 (全3回)「小さな大ジャンパー 髙梨沙羅17歳」（2014年2月1日、NHK）

## 関連書籍
- 松原孝臣『フライングガールズ－髙梨沙羅と女子ジャンプの挑戦－ 』(『文藝春秋』、2013年11月22日 ISBN 978-4-16-376830-4) ジャンプを始めたきっかけからの足跡が描かれるとともに、女子ジャンプの歴史も綴られている。